# Mijaci
Mijaci su makedonska i srpska etnička grupa iz zapadne Sjeverne Makedonije nastanjena u planinskim predjelima oko srednjeg toka rijeke Radike, gdje se bave stočarstvom. 
Žitelji Reke su u drugim krajevima poznati kao Rekanci. Zbog toga što im je najbliža varoš Debar, nazivani su i Debarcima. U Beogradu su nazivani Rekalije, a ponekad i Čokalije. Korišten je i naziv Galičanci, po nekada najvećem mijačkom selu Galičniku.
Ne zna se točno kako su dobili ime. Prema jednoj predaji, tako se zovu jer su uvijek bili čisti, umijeni. Druga predaja kaže da se tako zovu zato što osobnu zamjenicu mi izgovaraju kao mije. Prema trećem tumačenju, naziv im dolazi od mi jaki, odnosno mi smo jaki.
Glavna naselja su im Lazaropolje, Galičnik, Selce, Bituše, Rosoki, Osoj, Gari, Sušica i Tresonče, koja sve više ostaju pusta jer mlađi Mijaci odlaze za kruhom u veće gradove (pečalba). Neki od Mijaka doselili su se i u druge krajeve, i to u četiri sela u okolici Debra, u veleški kraj, i područja kod Bitole, Smiljeva i Kičeva. Mijaci govore makedonskim jezikom i članovi su kršćansko-pravoslavne vjere odnosno pripadaju makedonskoj pravoslavnoj crkvi. 
Poznati su kao vrsni majstori i umjetnici (naročito) po vrsnom crtanju ikona i fresaka te drvorezima  (Manastir Sveti Jovan Bigorski ), a poznata je i njihova čipka. 
Dio Mijaka primio je u vrijeme širenja islama muslimansku vjeru, pa su ih ostali Mijaci prozvali Torbešima, to jest onima, koji su vjeru prodali za torbu. Ovaj podrugljivi naziv ukorijenio se, pa su ga prihvatili i sami Torbeši. 